# Albert Keetley (Fußballspieler, 1930)
Ernest Albert Keetley (* 22. Februar 1930 in Nottingham; † 12. Oktober 2019 in Bournemouth) war ein englischer Fußballspieler.

## Karriere
Keetley spielte bereits Ende der 1940er als Mittelläufer für den in seinem Heimatort Keyworth nahe Nottingham ansässigen Amateurklub Keyworth United in der Nottinghamshire Realm League. Im Januar 1948, kurz vor seinem 18. Geburtstag, wurde er auf Amateurbasis vom Profiklub Nottingham Forest verpflichtet. Keetley spielte aber auch nach seiner Registrierung mit Nottingham Forest weiterhin für Keyworth, der zu den führenden Klubs der Gegend zählte. Keetley wirkte beim Gewinn von drei aufeinanderfolgenden Ligameisterschaften (1948 bis 1950) mit und war auch beim Finalsieg 1949 im Realm League Cup im Einsatz.
Nachdem er als Mannschaftskapitän die Boys'-Club-Auswahl von Nottinghamshire bis ins nationale Halbfinale geführt hatte, wurde er im April 1948 als Repräsentant des Radford YMCA für eine England-Auswahl der National Association of Boys' Clubs berufen. Bei dem 1:1-Unentschieden gegen eine Waliser Boys'-Club-Auswahl im Old Recreation Ground von Port Vale vor über 4500 Zuschauern wurde er presseseitig dafür gelobt, dass „er sich nicht aus der Ruhe bringen ließ und seine Tacklings immer gut getimet waren.“
Nachdem er im Februar 1950 von seinem Militärdienst aus Hongkong zurückgekehrt war, wurde er im März 1950 als Profi vom Zweitligisten FC Bury verpflichtet. Dort kam der als „Juniorennationalspieler“ betitelte Keetley am 20. Januar 1951 gegen Birmingham City (Endstand 3:3) als rechter Verteidiger zu seinem Pflichtspieldebüt, er bildete in dieser sowie den folgenden beiden Partien mit George Griffiths das Verteidigerpaar. Nachdem sein vierter Auftritt in einer 0:4-Niederlage gegen den FC Brentford geendet hatte, verlor er seinen Platz im Team wieder und kam in der Folge nicht mehr in der ersten Mannschaft zum Einsatz.
1952 wechselte er in die Football League Third Division South zu Bournemouth & Boscombe Athletic. Bei Bournemouth kam der auf den beiden Verteidigerpositionen gleichermaßen einsetzbare Keetley in der Mannschaft von Trainer Jack Bruton zwischen September 1953 und November 1954 in über 50 Pflichtspielen in Folge zum Einsatz, in den folgenden Jahren war er zumeist Ersatz für Laurie Cunningham und Ian Drummond. Bis zu seinem durch eine Knieverletzung bedingten Karriereende im Juli 1959 bestritt er 86 Ligaspiele und fünf FA-Cup-Partien für Bournemouth.
In der Folge war er als Übungsleiter (trainer-coach) beim FC Weymouth, Bradford City und Exeter City tätig. Seine Anstellung bei Bradford kündigte er im November 1964 um bei Exeter zu beginnen; in derselben Woche verließ auch Bradford-Cheftrainer Bob Brocklebank den Klub. Bei Exeter war er zunächst unter Trainer Jack Edwards tätig, ab Anfang 1965 unter Ellis Stuttard. Nach einer Erstrundenniederlage im FA Cup 1965/66 gegen den unterklassigen Klub Bedford Town im November 1965 wurde er bei Exeter entlassen. Seinen Lebensunterhalt verdiente er sich nach seinem Karriereende 23 Jahre lang bei den Bournemouth Social Services, bis er im Juni 1993 pensioniert wurde. Keetley verstarb im Oktober 2019.